# Râul Zomandao
Râul Zomandao este un râu cu o lungime de 283 km în regiunile Haute Matsiatra și Ihorombe din sud-estul Madagascarului. Începe în Masivul Andringitra la Vârful Boby, al doilea cel mai înalt vârf din Madagascar, și curge peste Câmpia Zomandao. Este unul dintre principalii afluenți ai râului Mangoky. Are unele cascade, inclusiv Cascada Riandahy și Cascada Rianbavy.

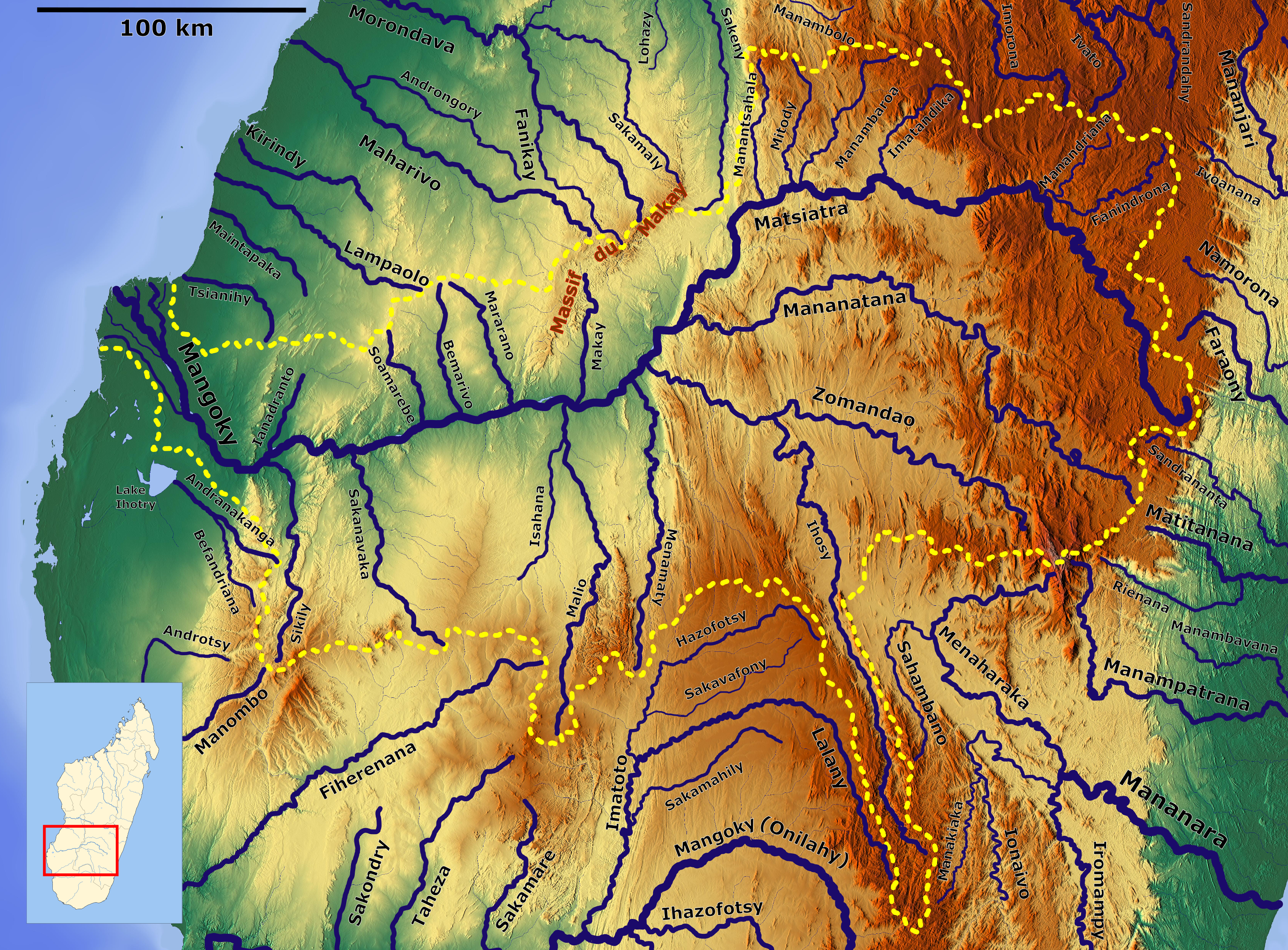
Bazinul Mangoky

Un afluent principal al râului Zomandao este râul Ihosy.